# Alessandro nell'Indie (Piccinni)
Alessandro nell'Indie è un'opera in tre atti composta da Niccolò Piccinni nel 1757 su libretto di Pietro Metastasio. La prima dell'opera andò in scena il 21 gennaio 1758 al Teatro Argentina di Roma; una seconda edizione fu rappresentata il 12 gennaio 1774 a Napoli al Teatro San Carlo.

## Storia
I frequenti sconvolgimenti amorosi e gli intrighi politici di questo testo di grande successo sembrano concepiti unicamente per fornire occasioni alle virtù regali dell'antico sovrano, additato come esempio di governo illuminato.

## Ruoli
| Personaggio | Ruolo                                                 | Timbro vocale | Prima, 1758          |
| ----------- | ----------------------------------------------------- | ------------- | -------------------- |
| Alessandro  | Alessandro Magno                                      | tenore        | Ercole Ciprandi      |
| Poro        | Re di una parte dell'Indie, amante di Cleofide        | castrato      | Ferdinando Mazzanti  |
| Cleofide    | Regina di un'altra parte dell'Indie, amante di Poro   | non indicato  | Antonio Priori       |
| Erissena    | Sorella di Poro                                       | castrato      | Giuseppe Giustinelli |
| Gandarte    | Generale dell'armi di Poro, amante di Erissena        | non indicato  | Paolo Fabbrini       |
| Timagene    | Confidente d'Alessandro e nemico occulto del medesimo | non indicato  | Giovanni Facondi     |

## Riassunto
La scena è su le sponde dell'Idaspe, in una delle quali è il campo di Alessandro e nell'altra la reggia di Cleofide.

### Atto primo
Sconfitto sul campo di battaglia, il re Poro, travestito da uno dei suoi generali e con il falso nome di Asbite, si reca da Alessandro come portatore di un messaggio di pace. I Greci avevano fatto prigioniera la sorella di Poro, Erissena, ma questa fu prontamente rilasciata da Alessandro: la ragazza si era innamorata di lui, suscitando la gelosia del suo pretendente greco Timagene. Anche Poro, che nel frattempo si è unito alla regina Cleopatra, è geloso: lei gli è fedele, ma Alessandro non è insensibile al suo fascino. Mentre Cleopatra è in visita all'eroe macedone, Poro ritorna (ancora travestito) annunciando il rifiuto delle proposte di pace; Cleopatra, irritata dalla gelosia mostrata dal suo amante, invita Alessandro a ricambiare la visita. L'atto si conclude con un'aspra discussione tra gli amanti reali.

### Atto secondo
Poro si prepara ad affrontare ancora una volta l'esercito greco; la gelosia per Cleofide lo agita ancora, ed anche Erissena trema d'amore per Alessandro. Mentre la regina accoglie quest'ultimo nel suo territorio, Poro e le sue truppe attaccano i greci, facendo crollare un ponte sull'Idaspe, ma devono presto fuggire. Poro e Cleopatra vengono catturati da Alessandro, che è sbalordito dal tradimento dell'imboscata: Poro viene mandato in prigione, mentre Cleopatra, che si rivela innocente, viene messa al sicuro nel palazzo. Nel frattempo, Timagene rivela a Poro il suo piano per tradire Alessandro, mentre quest'ultimo mostra tutta la sua generosità liberando Gandarte e Cleofide; ha deciso di liberare anche Poro, che crede ancora essere un Asbite, quando arriva la notizia del suicidio di quest'ultimo.

### Atto terzo
Cleofide attende le nozze che Alessandro le ha proposto. Poro, nel frattempo, non si è affatto ucciso; al contrario, ha passato le prove del tradimento di Timagene ad Alessandro, che inaspettatamente perdona il suo generale. Esaminata la notizia delle imminenti nozze, Poro, in un ennesimo attacco di gelosia, trama per assassinare i futuri sposi: Gandarte cerca di fermarlo quando, nel bel mezzo della cerimonia, la regina dichiara che intende uccidersi come ogni buona vedova indiana, e seguire così il defunto Poro nell'aldilà; solo allora Poro esce allo scoperto, rivelando la sua identità, mentre Alessandro, colpito da “tanta virtù”, perdona tutti.